# Photo Finish Records
La Photo Finish Records è un'etichetta discografica statunitense, fondata nel 2006.

## Storia
L'azienda è relativamente recente, essendo stata fondata a New York nel 2006 da Matt Galle.

## Artisti
- Joel Compass
- The Strypes
- MisterWives
- Brick + Mortar
- Clinton Sparks
- The Mowgli's
- 3OH!3
- Anthony Green
- New Medicine
- Rival Schools
- The Downtown Fiction
- Envy on the Coast
- Danger Radio
- Paper Rival